# ستيفان إليوت
ستيفان إليوت هو لاعب هوكي الجليد كندي، ولد في 30 يناير 1991 في فانكوفر في كندا.

## وصلات خارجية
- ستيفان إليوت على موقع دوري الهوكي الوطني (الإنجليزية)
- ستيفان إليوت على موقع EliteProspects.com (الإنجليزية)
- ستيفان إليوت على موقع Eurohockey.com (الإنجليزية)
- ستيفان إليوت على موقع HockeyDB.com (الإنجليزية)
- ستيفان إليوت على موقع Hockey-Reference.com (الإنجليزية)
- ستيفان إليوت على موقع أوليمبيديا (الإنجليزية)
- ستيفان إليوت على موقع اللجنة الأولمبية الكندية (الإنجليزية)